# 格林托費克峰
46°21′25″N 14°32′10″E / 46.35694°N 14.53611°E

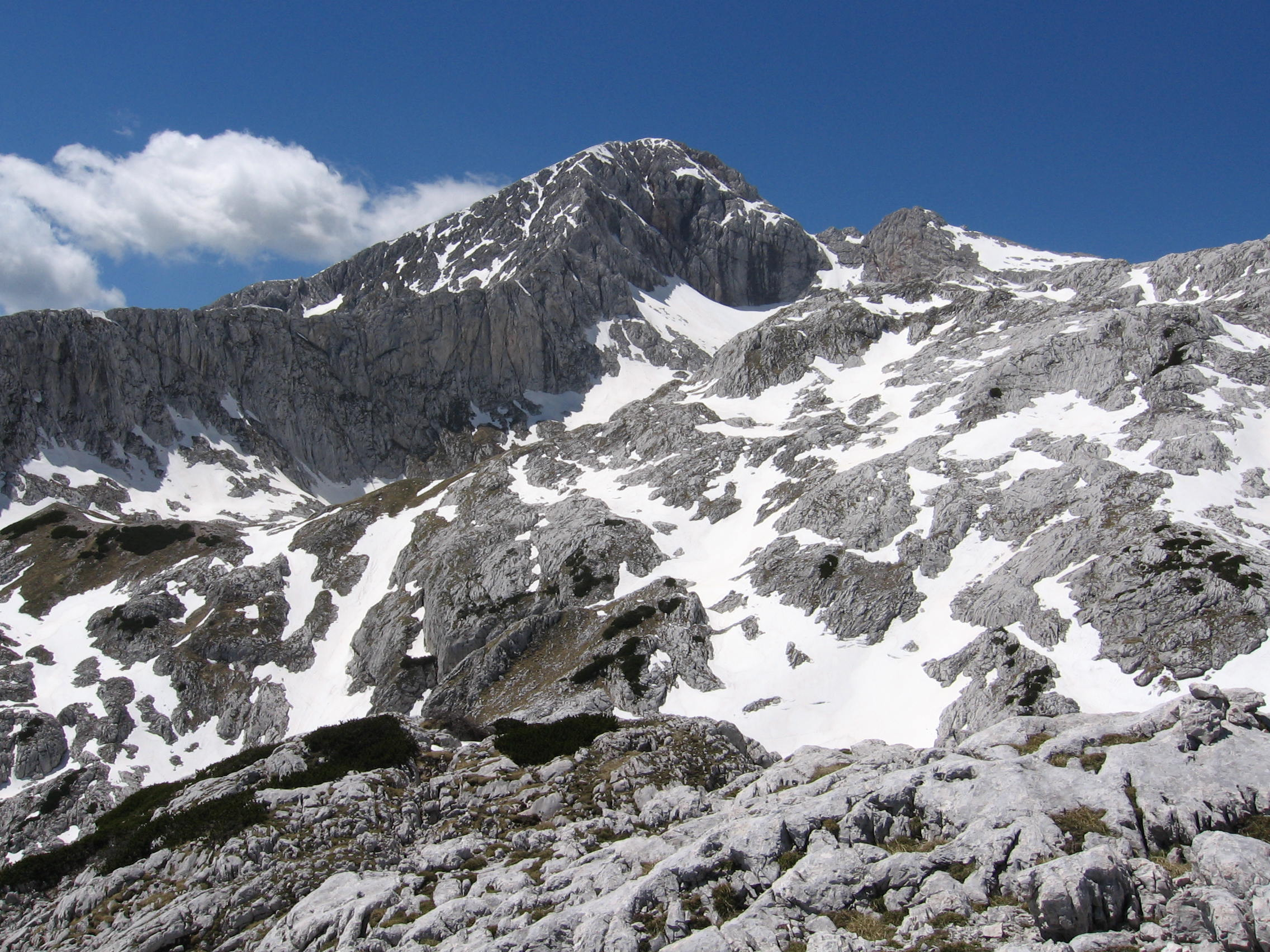

格林托費克峰，是斯洛文尼亞的山峰，位於該國北部，屬於卡姆尼克-薩維尼亞阿爾卑斯山脈的一部分，海拔高度2,558米，人類在1759年首次登上該山峰。